# Richard Scott Perkin
Pour les articles homonymes, voir Perkin.
 (mars 2018).
Si vous disposez d'ouvrages ou d'articles de référence ou si vous connaissez des sites web de qualité traitant du thème abordé ici, merci de compléter l'article en donnant les références utiles à sa vérifiabilité et en les liant à la section « Notes et références ».
Pour les articles homonymes, voir Perkin.
Richard Scott Perkin (1906–1969) était un astronome américain. Il est l'un des fondateurs de la compagnie PerkinElmer.
Dès son jeune âge, Richard Scott Perkin s'est passionné pour l'astronomie. Il a par la suite commencé à faire des télescopes et des rectifications de lentilles d'optique et des miroirs. Il a seulement passé une année à étudier à l'université en génie chimique avant d'aller travailler dans un cabinet de courtage de New York à Wall Street.
Durant les années 1930, il a rencontré Charles Elmer lors d'une conférence. Les deux hommes avaient un intérêt commun à l'astronomie et ont décidé de se lancer dans les affaires ensemble. En 1937, ils fondèrent la société Perkin-Elmer.
En 1970, l'union astronomique internationale a donné le nom de Perkin à un cratère lunaire.